# 伊迪丝·汉南
伊迪丝·汉南（英語：Edith Hannam，1878年11月28日—1951年1月16日），生于布里斯托尔，英国女子网球运动员。她曾代表英国参加1912年夏季奥林匹克运动会网球比赛，获得女子室内单打和混合室内双打金牌。